# Irma Urrila
Irma Rauha Kristiina Urrila, née le 29 janvier 1943 à Helsinki, est une chanteuse soprano finlandaise. 

## Biographie
Irma Urrila est surtout connue en France pour avoir chanté le rôle de Pamina dans La Flûte enchantée d'Ingmar Bergman.